# Mers-sur-Indre
Mers-sur-Indre település Franciaországban, Indre megyében. Lakosainak száma 664 fő (2022. január 1.). Mers-sur-Indre Ardentes, Jeu-les-Bois, Lys-Saint-Georges, Montipouret, Saint-Août, Sassierges-Saint-Germain és Tranzault községekkel határos.

## Népesség
A település népességének változása:
| Lakosok száma | 565  | 434  | 459  | 566  | 664  | 655  | 653  | 669  | 667  | 664  |
|               | 1968 | 1982 | 1990 | 2006 | 2013 | 2015 | 2017 | 2019 | 2020 | 2022 |